# Richard C. Glouner
Richard Charles Glouner (* 12. August 1931 in Los Angeles, Kalifornien, Vereinigte Staaten; † 9. Februar 1998 in Newport Beach, ebenda) war ein US-amerikanischer Kameramann.

## Leben und Wirken
Als Sohn des Kameraassistenten Martin Glouner (1909–1983) („Die Mumie“) hatte Glouner von Kindesbeinen an die Filmwelt Hollywoods kennen gelernt und dort auch seine fotografische Ausbildung erhalten. Seine Karriere startete er in den frühen 1950er Jahren als Animationsfilmkameramann bei Walt Disneys 1955 uraufgeführten Zeichentrickklassiker „Susi und Strolch“ (The Lady and the Tramp). Seit den ausgehenden 1960er Jahren arbeitete Glouner als Chefkameramann bei einer Reihe von Kinospielfilmen, die allerdings nur selten für Aufmerksamkeit sorgten. 1969 stand er auch bei Will Trempers Hollywood-Ausflug „Mir hat es immer Spaß gemacht“ hinter der Kamera. Im Laufe seiner Karriere fotografierte Glouner immer häufiger Fernsehfilme.

## Filmografie
als Chefkameramann beim Kinofilm, wenn nicht anders angegeben:
- 1967: Die teuflischen Acht (The Devil’s Eight)
- 1968: Ein Stall voll süßer Bubies (The Gay Deceivers)
- 1970: Mir hat es immer Spaß gemacht
- 1970: Voodoo Child (The Dunwich Horror)
- 1970: Making It
- 1971: Summertree
- 1971: Glory Boy
- 1972: Die Stunde des Wolfes (Moon of the Wolf, Fernsehfilm)
- 1972: Zahltag (Payday)
- 1972: The Soul of Nigger Charley
- 1973: Blood Sport (Fernsehfilm)
- 1973: Charlie Chan: ein wohlbehütetes Geheimnis (The Return of Charlie Chan, Fernsehfilm)
- 1973: Trauschein in den Tod (Christina, Fernsehfilm)
- 1974: Remember When (Fernsehfilm)
- 1974: Doctor Dan (Fernsehfilm)
- 1975: Geliebte Geisel (Sweet Hostage, Fernsehfilm)
- 1975: Die verrückteste Rallye der Welt (The Gumball Rallye)
- 1975–76: Columbo (vier Folgen der Krimireihe)
- 1976: Liebe ohne Hoffnung (Griffin and Phoenix, Fernsehfilm)
- 1977: Secrets (Fernsehfilm)
- 1977: Hände weg von meinem Kind (Black Market Baby) (Fernsehfilm)
- 1978: Bud and Lou (Fernsehfilm)
- 1978: Vegas
- 1979: The Gong Show Movie
- 1979: Sam Marlow, Privatdetektiv (Sam Marlow, Private Eye)
- 1980: A Cry for Love (Fernsehfilm)
- 1981: Scruples (Fernsehfilm)
- 1981: Peter and Paul (Fernsehfilm)
- 1982: Die Pranke der Tigerin (Farrell for the People, Fernsehfilm)
- 1983: Cocaine and Blue Eyes (Fernsehfilm)
- 1983: The Awakening of Candra (Fernsehfilm)
- 1983–84: Goodnight, Beantown (Fernsehserie)
- 1984–85: V – Die außerirdischen Besucher kommen (Fernsehserie)
- 1986: Return to Mayberry (Fernsehfilm)
- 1987: Dancing in the City
- 1988: Ein hundsgemeiner Herzensbrecher (Another Chance)